# Wesoła (gromada w powiecie brzozowskim)
Wesoła – dawna gromada, czyli najmniejsza jednostka podziału terytorialnego Polskiej Rzeczypospolitej Ludowej w latach 1954–1972.
Gromady, z gromadzkimi radami narodowymi (GRN) jako organami władzy najniższego stopnia na wsi, funkcjonowały od reformy reorganizującej administrację wiejską przeprowadzonej jesienią 1954 do momentu ich zniesienia z dniem 1 stycznia 1973, tym samym wypierając organizację gminną w latach 1954–1972.
Gromadę Wesoła z siedzibą GRN w Wesołej utworzono – jako jedną z 8759 gromad na obszarze Polski – w powiecie brzozowskim w woj. rzeszowskim na mocy uchwały nr 18/54 WRN w Rzeszowie z dnia 5 października 1954. W skład jednostki wszedł obszar dotychczasowej gromady Wesoła ze zniesionej gminy Nozdrzec w tymże powiecie. Dla gromady ustalono 27 członków gromadzkiej rady narodowej.
1 stycznia 1960 do gromady Wesoła włączono obszar zniesionej gromady Barycz w tymże powiecie.
30 czerwca 1960 z gromady Wesoła wyłączono wieś Barycz, włączając ją do gromady Domaradz w tymże powiecie.
31 grudnia 1961 do gromady Wesoła włączono z powrotem wieś Barycz z gromady Domaradz w tymże powiecie.
Gromada przetrwała do końca 1972 roku, czyli do kolejnej reformy gminnej.